# Hala Parkowa w Katowicach
Hala Parkowa w Katowicach – budowla usytuowana przy ul. T. Kościuszki 90, na wysokości wieży spadochronowej w parku im. T. Kościuszki, po południowej stronie obecnej Alei Górnośląskiej (autostrada A4). Wzniesiono ją w latach 50. XX wieku.

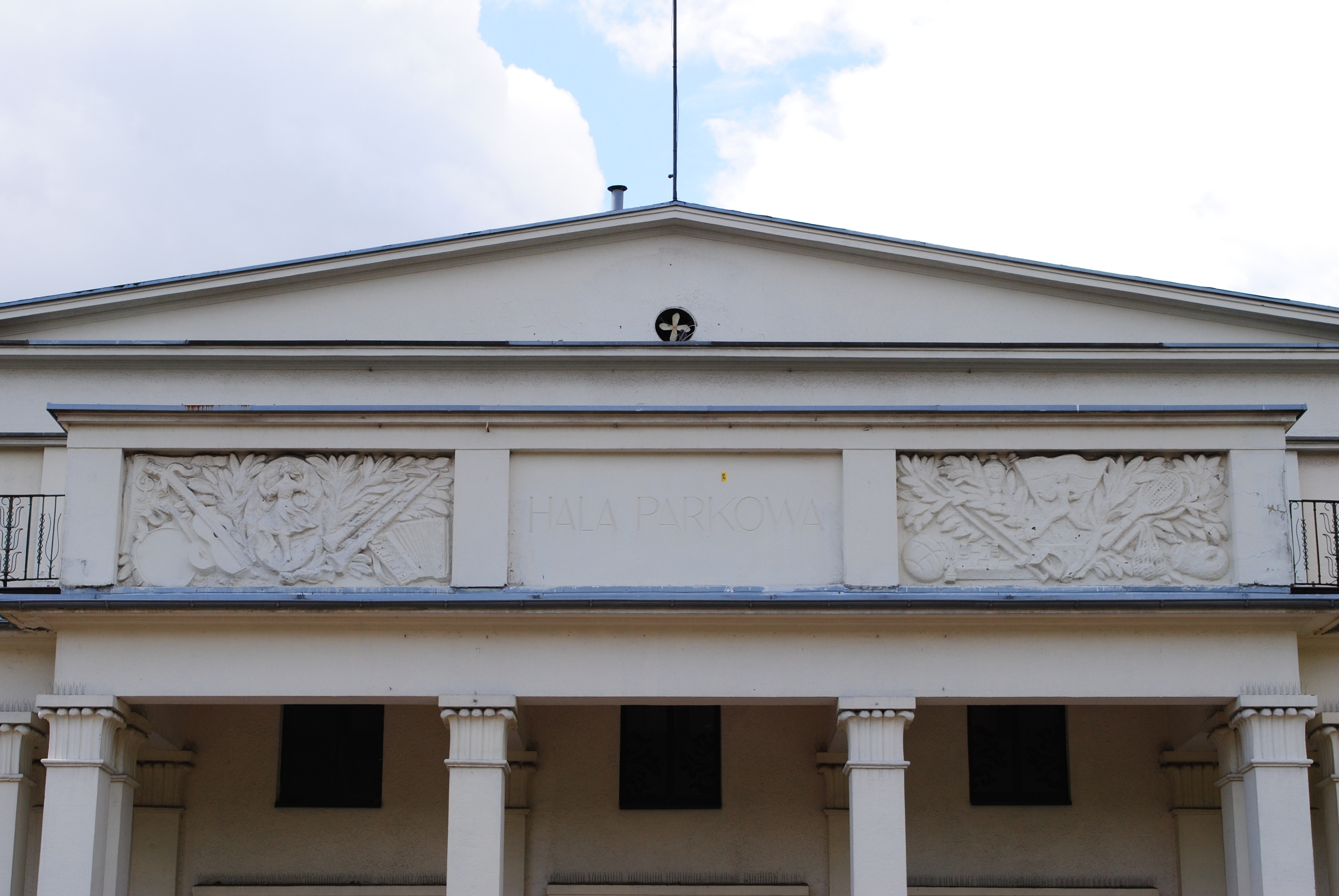
Płaskorzeźby nad wejściem do Hali

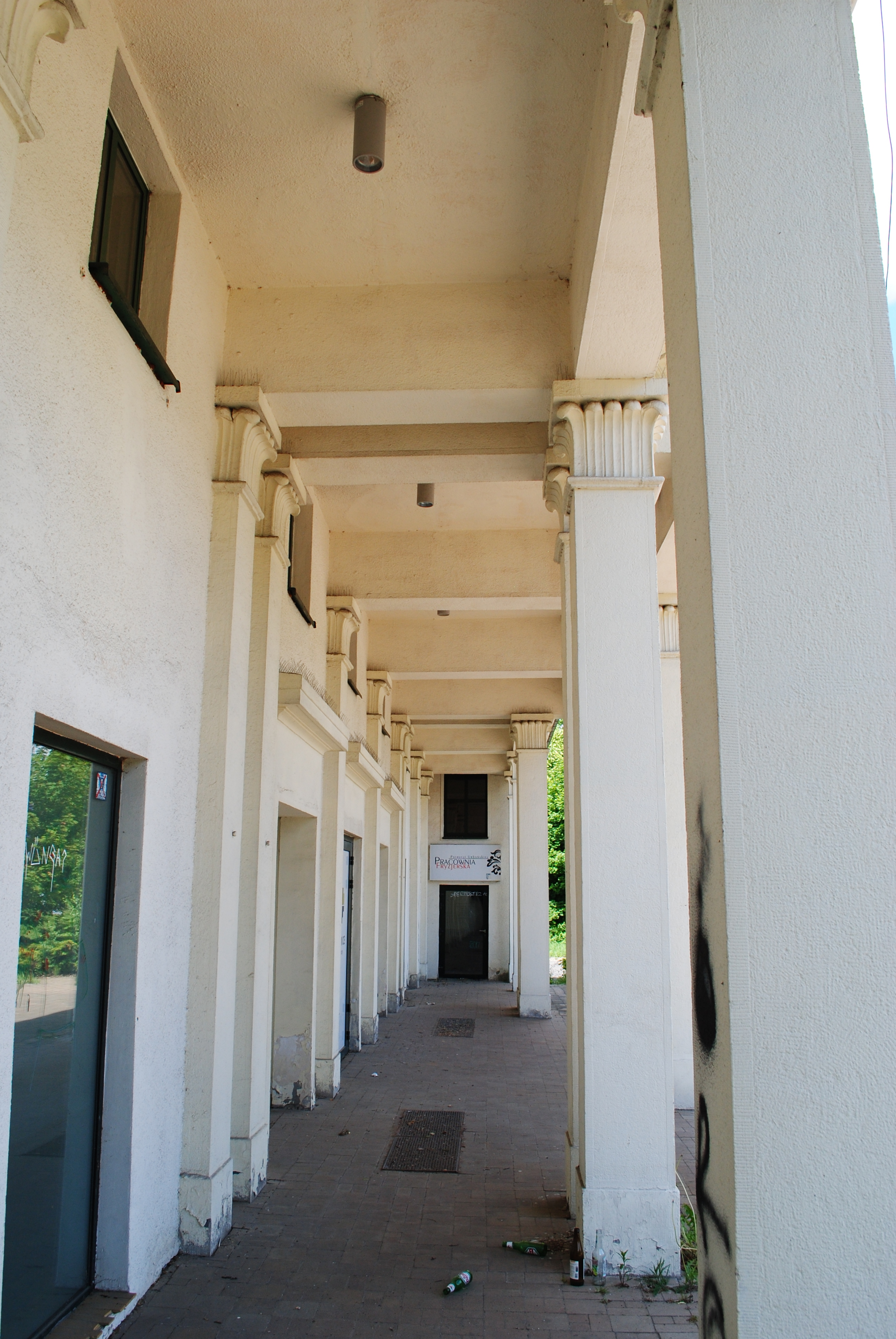
Podcienia Hali Parkowej

Pierwszą drewnianą halę wzniesiono na terenie zajmowanym pierwotnie przez miejskie boisko sportowe, którego gospodarzem był Sport Club „Diana”. Właśnie na tym boisku, w dniu 16 lipca 1922 roku, podpisano uroczyście akt przyłączenia wschodniej części Górnego Śląska do Polski. Na wiosnę w 1930 roku odbyły się tu I Targi Katowickie. VI Targi, zorganizowane w 1935 r. przyciągnęły już ok. 200 wystawców, reprezentujących różne gałęzie przemysłu i rzemiosła. Wzniesiony wówczas na pół drewniany gmach Targów Katowickich po wojnie znalazł się jednak w fatalnym stanie technicznym i trzeba go było wyburzyć. Dziś w miejscu drewnianej hali znajduje się miejski basen.
Nowa budowla powstała kilkaset metrów na północ od drewnianej. Miała być halą masowych zebrań mieszkańców Katowic, obliczoną na 15 000 osób. Z uwagi na sprzeciw Urzędu Górniczego (tereny zagrożone szkodami górniczymi) projekt zmieniono i ostatecznie w 1953 r. stanęła trzynawowa hala widowiskowa o lekkiej, elastycznej konstrukcji dla 4 000 widzów. Duża scena umożliwiała prezentacje największych zespołów artystycznych, a obszerna widownia (największa wówczas w Katowicach) – występy najbardziej popularnych wykonawców. Specyficzna była organizacja widowni. Wysokie, strome trybuny z twardymi, drewnianymi ławkami otaczały z trzech stron pole centralne, na którym ustawione były rzędy krzeseł. Krzesła można było demontować, co pozwalało na organizowanie w budynku imprez sportowych z areną w części centralnej (głównie meczów bokserskich). Główne wejście znajdowało się z frontu budynku, na krótszej ścianie sali widowiskowej, naprzeciw sceny, w środku trybuny. Nad nim mieściło się pomieszczenie projektorów, dzięki któremu obiekt wykorzystywano też jako salę kinową (ruchomy ekran pozwalał na skracanie lub wydłużanie widowni). Wyświetlano głównie lżejszy repertuar dla masowej widowni, filmy dla młodzieży, a w niedzielne przedpołudnia organizowano "poranki filmowe" dla dzieci.
Jeszcze w październiku 1953 r. zadebiutował tu Zespół Pieśni i Tańca „Śląsk”. Był to koncert o charakterze zamkniętym – tylko dla rodzin i znajomych członków zespołu. Później gościło tu także „Mazowsze”. Występowali tu m.in. Maria Koterbska, Janusz Gniatkowski, Jerzy Połomski. W 1956 r. prezentowała się słynna szwedzka rewia na lodzie ze swą największą gwiazdą – May Britt. Z wielkich gwiazd światowego formatu gościli tu m.in. Josephine Baker (w 1959 r.), Paul Anka (1963) i zespół The Animals (1965). Z polskiego rynku muzycznego zawitały tu zespoły „Breakout”, „Czerwone Gitary”, „Lombard”, „Turbo”.
W październiku 1956 r. władze województwa spotkały się w Hali ze wzburzonymi mieszkańcami regionu, co było zapowiedzią przyszłej odwilży politycznej.
W 1975 r. zaadaptowano Halę na atelier filmowe. Później przebudowano ją na dyskotekę o tej samej nazwie „Hala Parkowa”. W latach 80. była to największa dyskoteka w Polsce, DJ-em bywał m.in. Marek Niedźwiecki. W 1984 r. odbył się w Hali pierwszy występ grupy rock’n'rollowej Shakin’ Dudi. W tym samym roku dwa razy koncertował tu Ryszard Riedel z zespołem „Dżem”.
Ostatecznie przebudowano halę na wielki market, który pozostawał kolejno w gestii sieci Billa, następnie Elea, potem Alma. Od stycznia 2017 hala stoi nieużytkowana.
W 2014 kandydat na prezydenta miasta Marcin Krupa zapowiedział przebudowę hali, by zrobić z niej nowoczesne centrum nauki na wzór Centrum Nauki Kopernik w Warszawie. Hala okazuje się być w fatalnym stanie technicznym, przez co projekt został zawieszony.
Do czasu budowy Alei Górnośląskiej na terenie przed Halą rozbijały z reguły swe namioty cyrki, przybywające z występami do Katowic.